# Antoni Chmurski
Antoni Chmurski (ur. 30 grudnia 1877 w Krakowie, zm. 17 lutego 1963 w Józefowie koło Warszawy) – polski doktor prawa, konstytucjonalista, patriota i działacz niepodległościowy, wydawca w Wiedniu jedynej wtedy, polskojęzycznej gazety codziennej Wiedeński Kuryer Polski.

## Życiorys
Urodził się w Krakowie w  mieszczańskiej rodzinie. Jego rodzicami byli Roman Chmurski i Anna z Morawieckich. Dziadek Antoniego, również  Antoni Chmurski był radcą Krakowa i właścicielem renomowanej wytwórni mebli.  Dziadek ze strony matki, Wojciech Morawiecki, właściciel majątku szlacheckiego Kunice brał udział w Powstaniu Listopadowym 1830 roku. Antoni Chmurski od lat dziecięcych wzrastał w atmosferze przepojonej patriotyzmem. Rodzice jego prowadzili otwarty dom, w którym kwitło życie kulturalno-towarzyskie. Częstymi gośćmi domu byli między innymi Jan Matejko i Stanisław Wyspiański. Córka Wyspiańskiego – Helena została żoną brata Antoniego – Adama Chmurskiego.
Pasję do nauk prawniczych zaszczepił Antoniemu Chmurskiemu jego wuj, dr Serafin Chmurski, ostatni, prywatny właściciel Zamku Pieskowa Skała.
W 1895 zdał z odznaczeniem egzamin dojrzałości w C. K. II Gimnazjum św. Jacka w Krakowie. Następnie odbył studia na Wydziale Prawa Uniwersytetu Jagiellońskiego, uzyskując stopień doktora praw. Następnie na Uniwersytecie Wiedeńskim studiował ekonomię polityczną jednocześnie czerpiąc w Wiedniu praktyki sądowe i adwokackie. Złożył w Wiedniu egzamin adwokacki i otworzył kancelarię, którą prowadził aż do wybuchu I wojny światowej prowadząc sprawy Polaków z Galicji oraz Polaków zamieszkałych w Wiedniu.
16 sierpnia 1914 roku został utworzony Wiedeński Komisariat Naczelnego Komitetu Narodowego (N.K.N), w którym najpierw został członkiem Rady Komisariatu, a następnie sekretarzem prezydium, które stało się właściwym kierownictwem.
We wrześniu 1914 roku wstąpił jako ochotnik do Legionów Polskich. Decyzją Tymczasowej Rady Stanu Królestwa Polskiego został powołany z Legionów do służby w Departamencie Sprawiedliwości Sekcji Ustawodawczej. Równocześnie silnie działał na rzecz konsolidacji polskich środowisk emigracyjnych. Założył w Wiedniu wydawnictwo krzewiące patriotyzm i ducha niepodległości. Był właścicielem „Wiedeńskiego Kuryera Polskiego” – jedynej, codziennej gazety w języku polskim oraz tygodnika „Biblioteczka Polska” – z poezją patriotyczną (Dziady, Grażyna Mickiewicza, Warszawianka Wyspiańskiego, Pieśń Nowych Legionów etc.). 19 stycznia 1915 roku na łamach „Wiedeńskiego Kuryera Polskiego” rzucił hasło – „Policzmy się i łączmy się!”. Wynikiem tej akcji było wydanie unikatowej pozycji – Księgi pamiątkowej i adresowej wygnańców wojennych z Galicyi i Bukowiny 1914 – 1915. Dzieło to, wydane jako trzy księgi, zawierało spis nazwisk i adresów wygnańców z okolic Bukowiny, Lwowa i Krakowa. Inną pozycją był „Kalendarz Legionów Polskich na Rok Pański 1915”- kompendium informacji o Legionach. Środki uzyskiwane z wydawnictwa przeznaczał na wspieranie finansowe Legionów Polski.

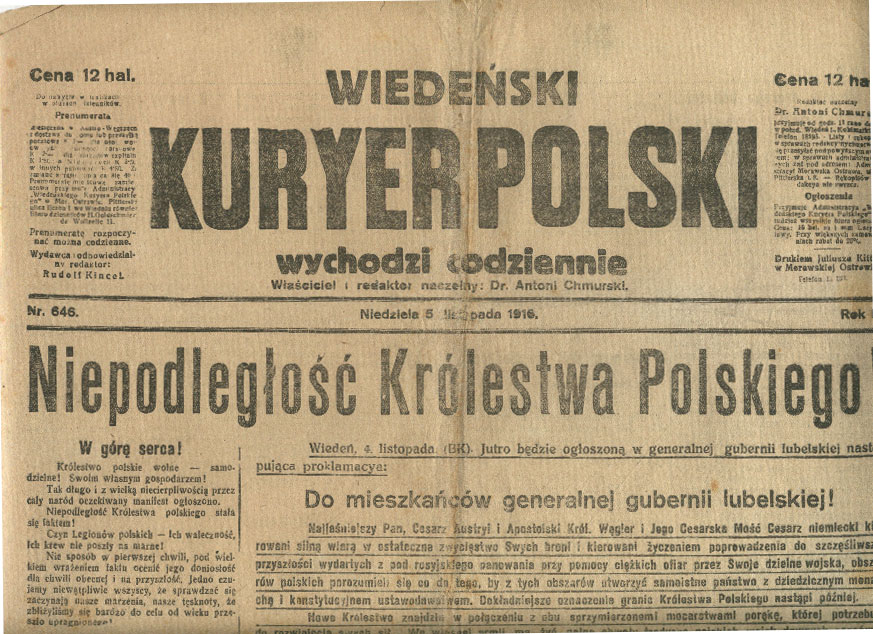
Egzemplarz z dnia 5 listopada 1916 roku z ogłoszeniem Niepodległości Królestwa Polskiego.

Na początku 1915 oddelegowany do utworzonej w Warszawie Delegatury Adwokatury wraz z sędzią Pohoreckim i adwokatami Ancem, Ponikowskim i Carem opracował dekret o Palestrze Państwa Polskiego, dekret o Rejestrze Handlowym (częściowa reforma prawa handlowego), dekret o spółkach z ograniczoną odpowiedzialnością. Był pracownikiem Komisji Organizacji Adwokatury  Tymczasowej Rady Stanu.
18 listopada 1918 roku, tydzień po odrodzeniu państwa Polskiego został powołany przez Naczelnika Państwa, Józefa Piłsudskiego na stanowisko zastępcy Szefa Kancelarii Cywilnej Naczelnika Państwa. Jako specjalista rozpoczął prace nad projektami konstytucji czego efektem w 1920 roku było wydanie drukiem przez Kancelarię Naczelnika Państwa dwóch pozycji jego autorstwa – „Projektów Konstytucji Rzeczypospolitej Polskiej” oraz opracowania „Spółki z ograniczoną odpowiedzialnością”. 

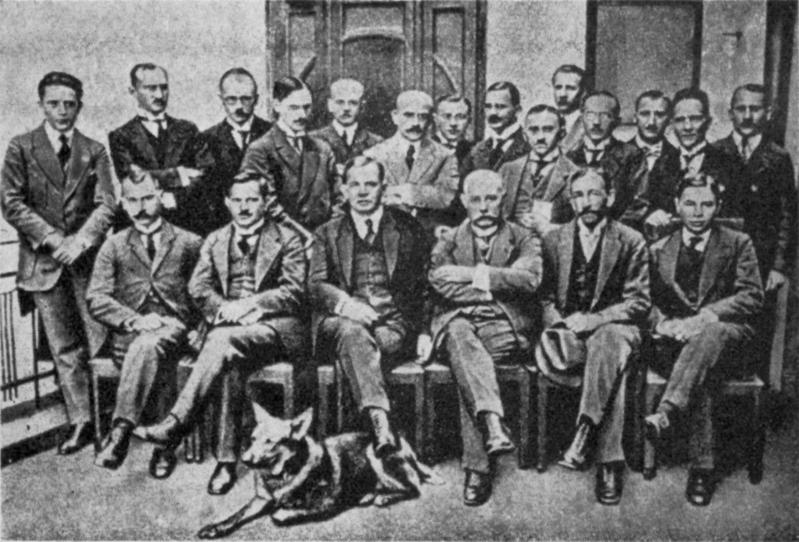
Czołowi działacze Polskiego Komisariatu Plebiscytowego na Górnym Śląsku. Siedzą od lewej: dr Franciszek Wilczek – kierownik Wydziału Kolei i Poczt, adwokat Konstanty Wolny – kierownik Wydziału Prawnego, Wojciech Korfanty. Stoi trzeci od prawej Dr. Antoni Chmurski.

15 stycznia 1921 roku został na własną prośbę zwolniony przez Marszałka Piłsudskiego do Komisariatu Plebiscytowego na Górnym Śląsku, gdzie stał się członkiem Polskiego Komisariatu Plebiscytowego i opracował „Księgę Nadużyć Plebiscytowych Niemieckich” przedstawioną Radzie Ambasadorów. Następnie wziął udział w III powstaniu śląskim, w którym dostał się do niewoli Heimattereuerów. Po wyjściu na wolność wyjechał do Warszawy i 20 września 1921 roku przeszedł do adwokatury poświęcając się pracy naukowej i obronie przed Najwyższym Trybunałem Administracyjnym i Sądem Najwyższym. 
W czasie okupacji niemieckiej wykonywał adwokaturę w Warszawie. Po powstaniu wysiedlony z rodziną z Warszawy przebywał w Zakopanem, gdzie do 31 sierpnia 1945 roku był zaangażowany przez Miejską Radę Narodową jako radca prawny. Po powrocie do Warszawy brał udział w odradzaniu zrębów adwokatury. W dniach 17 grudnia 1946 do 24 lutego 1947 występował jako obrońca z urzędu hitlerowskiego zbrodniarza, Gubernatora Dystryktu Warszawskiego Ludwiga Fischera, przed Najwyższym Trybunałem Narodowym. W wyniku sfałszowanych przez komunistów 19 stycznia 1947 wyborów do Sejmu Ustawodawczego i objęciu 5 lutego 1947 roku władzy prezydenckiej przez Bolesława Bieruta, Antoni Chmurski stał się podobnie jak inni, działacze przedwojennej Polski wrogiem klasowym. Dekretem Bieruta odebrano mu jego mieszkanie w Alei Szucha. Zamieszkał wraz z żoną Stefanią z Tarnowiczów i synem Witoldem w jednej ze swoich posiadłości w Józefowie koło Otwocka, gdzie spędził resztę życia, poświęcając się pracy naukowej.
Pochowany na cmentarzu Powązkowskim (kwatera 295-6-28/29).

## Prace naukowe
- Projekt Konstytucji Rzeczypospolitej Polskiej – Wydawnictwo Kancelarii Cywilnej Naczelnika Państwa 1920 r.
- Spółki z ograniczoną odpowiedzialnością – Warszawa 1920 r.
- Reforma Administracji – Warszawa 1926 r.
- Reforma Najwyższego Trybunału Administracyjnego 1934 r.
- Nowa Konstytucja – Warszawa 1935 r. Studium krytyczne o Konstytucji styczniowej